# Норбертіна Бресслерн-Рот
Норбертіна фон Бресслерн-Рот (13 листопада 1891 року, Грац — 30 листопада 1978 року, Грац) — австрійська малярка і гравюристка.

## Біографія
Норбертін Рот виросла в Граці, в районі Klosterwiesgasse. Її мати Алоїзія Рот була дочкою власника школи верхової їзди з Відня — Леопольдштадта. Художній талант Норбертін був визнаний у початковій школі її вчителем, який виступав за те, щоб з 1907 року їй було дозволено безоплатно брати участь у уроках малювання та живопису в Штирійському Landeskunstschule під керівництвом Альфреда Шроттера фон Крістеллі. У літні місяці 1909 і 1910 років вона відвідувала школу живопису тварин у Дахау поблизу Мюнхена під керівництвом Ганса фон Хайєка. У 1911 році Норбертін Рот виїхала з Граца на навчання до професора Фердинанда Шмутцера в Віденську академію образотворчих мистецтв. Шматцер також був настільки вражений талантом молодої художниці, що він прийняв її до себе в студію Академії лише через один рік, хоча вперше жінкам було офіційно дозволено навчатися у Віденській художній академії в 1921 році.
Ще в 1912 році вона отримала срібну медаль міста Грац як першу відзнаку від свого рідного міста. Після успішної виставки у Вінерській сецесії в 1916 році вона повернулася до Граца, щоб зарекомендувати себе як вільний художник. З першою «Спеціальною виставкою Норбертіни Рот» (1918), яка збіглася із закінченням Першої світової війни, вона користувалася великим успіхом у своєму рідному місті Граці. Вже в 1920-х роках вона була однією з перших жінок, яка стала інтенсивно брати участь у новому процесі друку ліногравюри. З 1921 по 1952 рік вона створила численні зображення тварин у цій техніці. У 1928 році Бресслерн-Рот здійснила подорож до Північної Африки, що привело її до створення численних живописних картин, деякі з яких мають характер досліджень. Пізніше вона дозволила надихнутися в європейських зоопарках. Крім того, вона ілюструвала дитячі книги, гобеленів та мініатюри на слоновій кістці. У 1932 році Норбертіні фон Бресслерн-Рот було присвоєно звання «професор». У 1951 році вона стала почесним президентом Штирської асоціації мистецтв, яка була повторно уповноважена в 1946 році.
Під час аншлюсу вона створила кілька картин, які сьогодні вважаються критичними щодо режиму. З цієї причини, і через те, що вона не розлучилася зі своїм чоловіком Георгом Ріттером фон Бресслерном (1892—1952), за якого вона вийшла заміж у 1918 році і який за нацистським законодавством був класифікований як «напівєврей», сьогодні її визначають як частину «культурного опору».

## Робота
Норбертіна фон Бресслерн-Рот вважається у всьому світі найважливішим художником тварин сьогодні.[джерело?] Зокрема, її пізніші роботи, які є менш дослідницькими, а більше художнього характеру, вважаються неперевершеними. Своїми ліногравюрами вона створила видатні та прогресивні графічні твори мистецтва, завдяки яким вже за життя змогла позиціонувати себе на міжнародній художній арені. Своїми поданнями вона також досягла великого широкого ефекту. У 1952 р виставку її робіт у Граці відвідало немислиме на той час число 10 000 людей. 
Роботи Бресслерн-Роти у колекції Universalmuseum Joanneum та Національної галереї Вікторії та Музею мистецтв Метрополітен.

## Роботи
- Картини:
  - Sterbender, von Pfeilen durchbohrter Löwe (приблизно 1928)
  - Schneeleopard (1939)
  - Verfolgung (1941)
- Видруки:
  - Windhunde (1925)
  - Blaukehlchen (1922)
  - Leopardenjagd (Полювання на леопардів) (1927)[7][8]
- Дитячі книги:
  - Ім зоопарк (1944)
  - ABC (Грац, Кінрайх, 1946)
  - Die Wiese (1948)
  - Професор Wüsstegern (Kinderbuchreihe)

## Нагороди
- 1912: Silber-Medaille der Stadt Graz
- 1921: Österreichischer Staatspreis
- 1922: Gold-Medaille der Stadt Graz(Золота медаль штату Грац)
- 1934: Ehrenpreis der Stadt Wien
- 1936: Österreichischer Staatspreis
- 1971: Würdigungspreis des Landes Steiermark für bildende Kunst[9]
- 1972: Ehrenring der Landeshauptstadt Graz[10]

## Виставки
- 1931 р. Сучасні австрійські ксилографії та кольорові принти, Бруклінський музей.[11]
- З 26 жовтня 2016 року по 17 квітня 2017 року Universalmuseum Joanneum демонстрував вичерпну ретроспективу робіт художниці в Neue Galerie Graz.[12]